# ブルー・モーリシャス

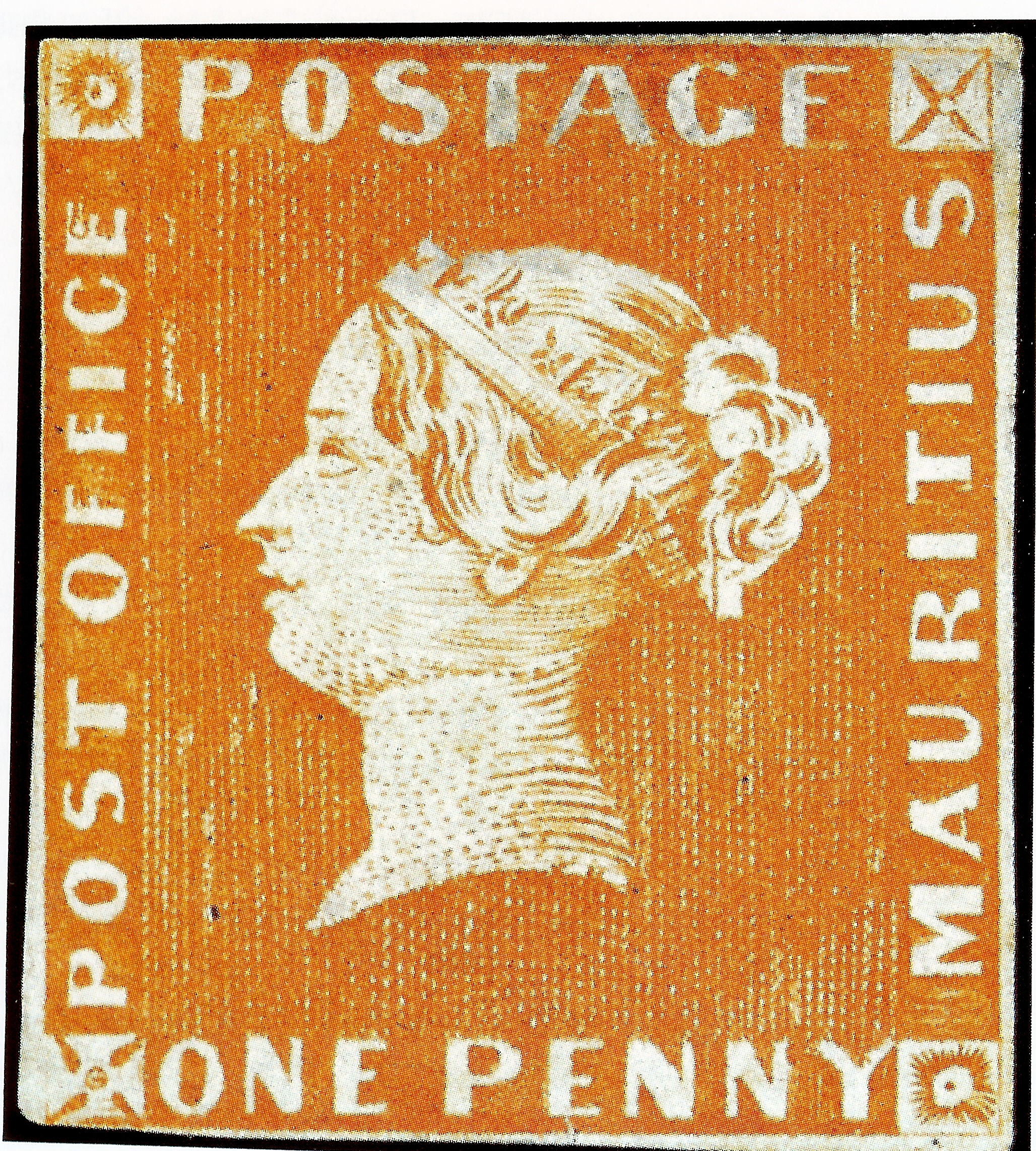
1ペニー切手

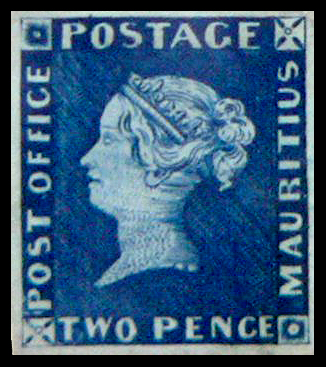
2ペンス切手

ブルー・モーリシャスとは、1847年にイギリス領モーリシャスで発行された切手である。
世界で最も価値のある切手のひとつとして知られる。
なお、英語では「Mauritius "Post Office" stamps（モーリシャス・ポストオフィス切手）」とも称する。

## 歴史
イギリスで1840年に開始された郵便切手制度は好評を持って迎えられ、イギリス国外にも広がりを見せるようになっていった。そして、1847年にモーリシャスでイギリスおよび同国領としては2番目となる切手が発行されることになった。
発行されたのは、1ペニー切手500枚と2ペンス切手500枚であった。このうち後者が青色であったことから「ブルー・モーリシャス」の名で呼ばれるようになった（なお、1ペニー切手はオレンジ色だが、これも含めて日本では便宜的にブルー・モーリシャスと呼ぶ）。
この切手の大きな特徴は、本来「POST PAID（郵便料金支払い済み）」と書かれるべき個所に「POST OFFICE（郵便局）」と記されていたことである。これが誤りなのか意図的なものかは諸説あるが、2回目以降に発行された切手は「POST PAID」になったため、POST OFFICE銘のブルー・モーリシャスは初回発行の1,000枚のみとなった。
19世紀の末には既に切手収集が立派な趣味と認知されており、郵趣家と呼ばれる切手コレクターたちは希少な切手を求めていた。そして、ごく少数発行されたブルー・モーリシャスが注目を集めることになり、非常に高値で取引されるようになった。

## 現存枚数とコレクター
ブルー・モーリシャスは1ペニー切手が15枚、2ペンス切手が12枚の計27枚のみ現存する。このうちの大半が、イギリスの王立コレクションやベルリンの郵政博物館などに保管されているため、市場に出回ることは極めて稀であり、一般人が入手することは困難である。そのため、市場価格は2枚1組で6億円ともいわれている。
過去の代表的な所有者に、日本の切手コレクター金井宏之がいる。金井は、1963年に最初の1枚を落札し、未使用の1ペニー切手と2ペンス切手、使用済みの1ペニー切手と2ペンス切手の4枚に加え、1971年に1ペニー切手と2ペンス切手が貼られた手紙、通称「ボルドー・カバー」を1億2000万円で落札し、合計6枚という個人としては世界最多の所有者となった。その後、金井は1988年にコレクションを放出し、ボルドー・カバーは1993年にチューリヒで競売にかけられ、612万3750スイスフランで落札された。未使用の1ペニー切手と2ペンス切手は、モーリシャスの企業で結成されたコンソーシアムによって220万ドルで落札され、同国の首都ポートルイスにある「ブルーペニー博物館」に所蔵・展示された。現在世界で一般公開されているのは、同館の2枚のみである。